# Albericus siegfriedi
Albericus siegfriedi är en groddjursart som beskrevs av Menzies 1999. Albericus siegfriedi ingår i släktet Albericus och familjen Microhylidae. IUCN kategoriserar arten globalt som akut hotad. Inga underarter finns listade i Catalogue of Life.